# فلمينجسبري
فلمينجسبري (بالإنجليزية: Flemingsberg)‏ تقع في الضاحية الجنوبية لمدينة ستوكهولم عاصمة السويد. بالتحديد في بلدية هودينجه في الجنوب الغربي لمنطقة ستوكهولم الحضرية.
تبعد فلمينجسبري عن وسط مدينة ستوكهولم حوالي 15 دقيقة بالقطار.يبلغ تعداد السكان في فلمينجسبري 12,000 نسمة كما يدرس بها مايقرب من 13,000 طالب في جامعة سودرترن.
```
تتميز منطقة فلمينجسبري بـمبانيها السكنية متعددة الألوان التي ترجع إلى فترة السبعينات ووجود جامعة سودرترن ومستشفى كبرى .
```